# Vaalserberg
A Vaalserberg egy hegycsúcs Hollandiában, a német és a belga határon, Limburg tartomány déli részén, névadó városától, Vaalstól nem messze. A Vaalserberg 322,7 méteres magasságával Hollandia európai részének a legmagasabb természetes tengerszint feletti magassága. (Hollandia tengerentúli területeit is számolva a legmagasabb tengerszint feletti magassága ma a 887 m magas vulkánnal rendelkező Saba karib-tengeri szigeten található, melyet 2010-ben „speciális községként” csatolták az országhoz.)

## Földrajzi jellemzők
A Vaalserberg különlegessége, hogy itt található a holland–belga–német hármashatár (hollandul Drielandenpunt; franciául Trois Frontières, vagy Trois Bornes; németül Dreiländereck).
Ez a terület népszerű turisztikai célpont, mivel a látogatók egyszerre állhatnak három ország területén.
A hegy erdős területeiről gyönyörű kilátás nyílik a környező tájakra. A belga oldalról a Signal de Botrange is jól látható, amely Belgium legmagasabb pontja.

## Történelem és turizmus
A három ország határtalálkozási pontja régóta ismert, és már a 19. században is turistalátványosságnak számított. A határok pontos kijelölését különböző nemzetközi szerződések szabályozták az évszázadok során.
1839 és 1919 között a Vaalserberg még egy négyeshatár-pont (hollandul: Vierlandenpunt) is volt, a Semleges Moresnet vitatott területével a negyedik ország.
A hármashatártól mintegy 120 méterre délre található a Gemmenich-alagút (Belgiumban „Botzelaer-alagút” néven ismert), mely egy körülbelül 870 méter hosszú, duplavágányú alagút, amelyet 1872-ben építettek a Montzen-útvonalon a vasúti teherforgalom számára északkelet-délnyugati irányban, a Vaalserbergen keresztül.

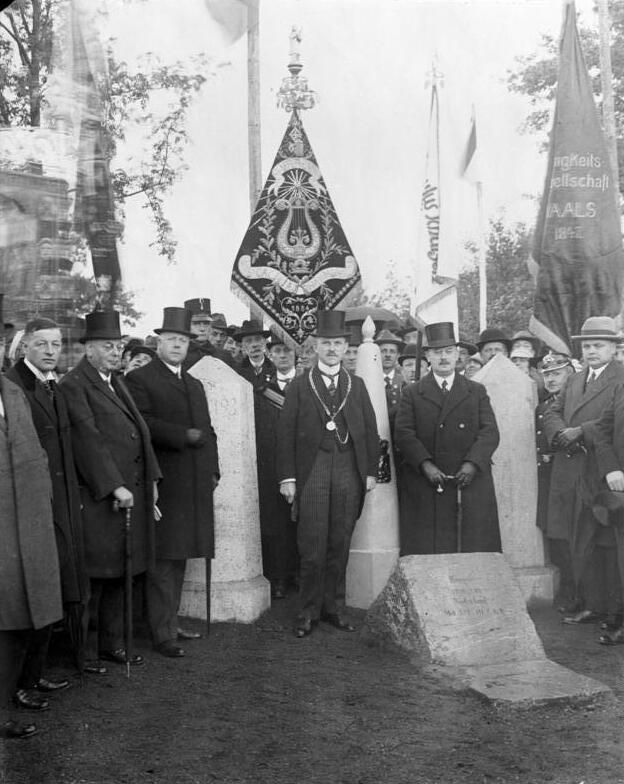
A hármashatár-emlékmű felavatása (Vaalserberg, 1928)

A német-holland-belga határon 1928-ban hármashatár-emlékművet emeltek. Az emlékmű három olyan kőből állt, amelyek korábban a határon álltak. Később a három kő helyébe egy lépett. Vaals önkormányzata ezután a régi köveket a határtól távolabb, történelmi emlékműként újra felállította.
A Vaalserberg 2010. október 10-én vesztette el a "Hollandia legmagasabb pontja" címét, miután 887 m magas vulkánjával a Saba karib-tengeri szigetet Hollandiához csatolták.

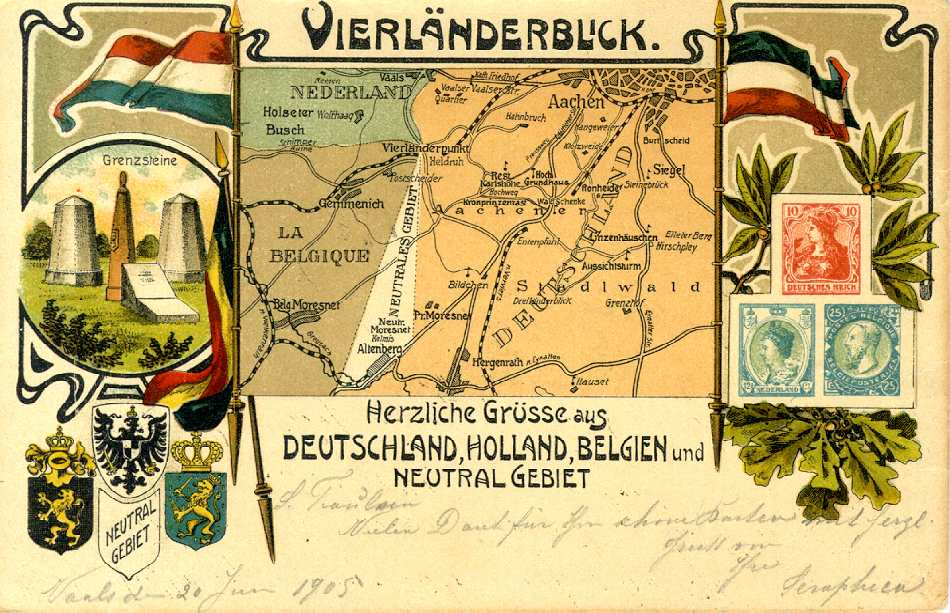
Képeslap 1905-ből négyeshatár-pontról

A Vaalserbergen kilátótorony, kávézó, valamint túra- és kerékpárutak is találhatók. Népszerű látványosság még a környéken kialakított labirintus, amely a turisták körében kedvelt szórakozási lehetőség.

## Országúti kerékpározás
Az itt rendezett Amstel Gold Race országúti kerékpárversenyen a Vaalserbergre is 

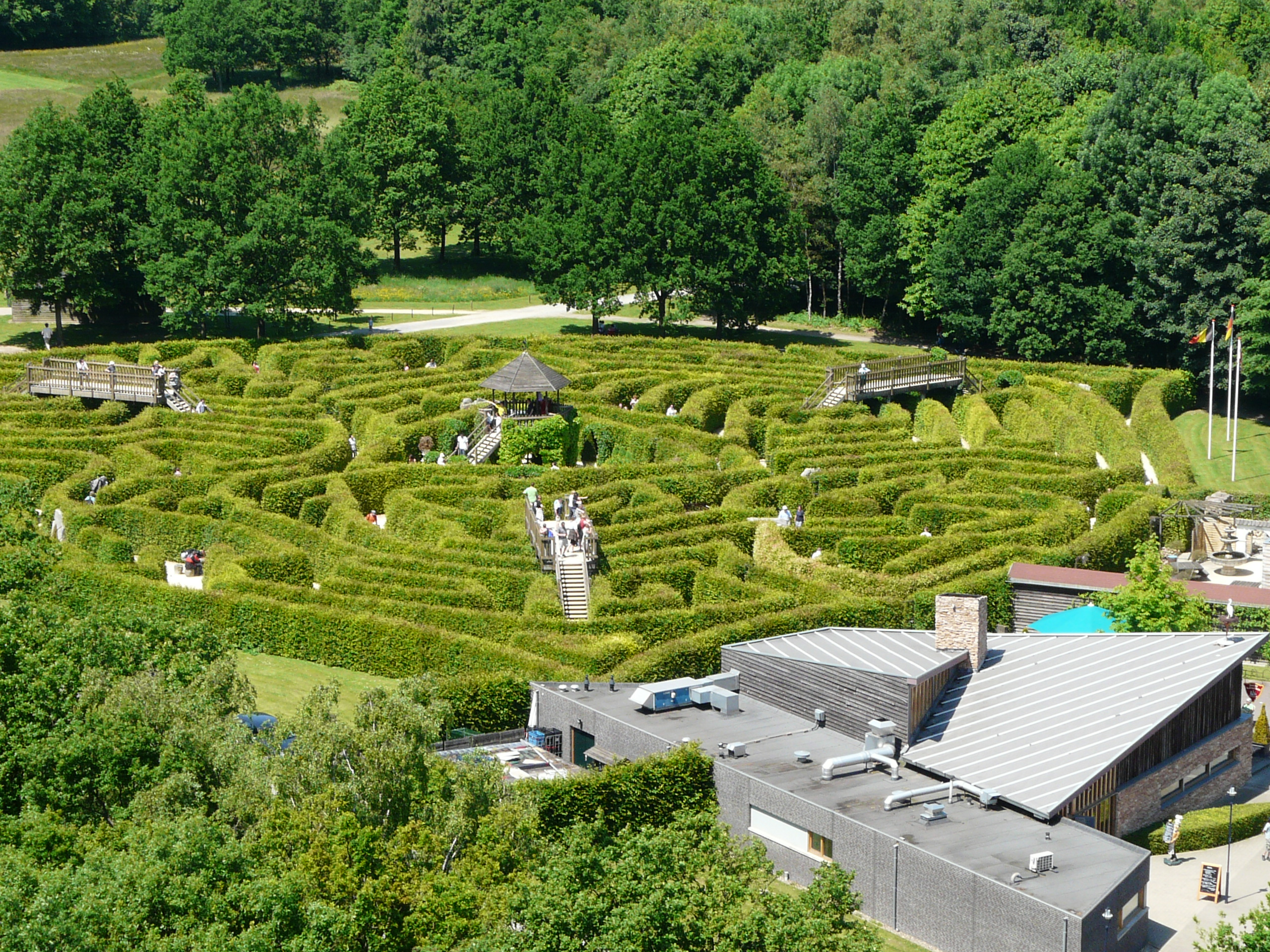
Labirintus a hármashatárnál

felkapaszkodnak a versenyzők. Az versenyszakasz a Gold Race útikönyvében Drielandenpunt néven szerepel, és a Gemmenich szakasz követi.

## Megközelítés
A Vaalserberg könnyen megközelíthető autóval vagy tömegközlekedési eszközzel a németországi Aachen és a hollandiai Maastricht irányából egyaránt. A környék alkalmas kirándulásra, piknikezésre és kulturális felfedezésekre is.

## Képek

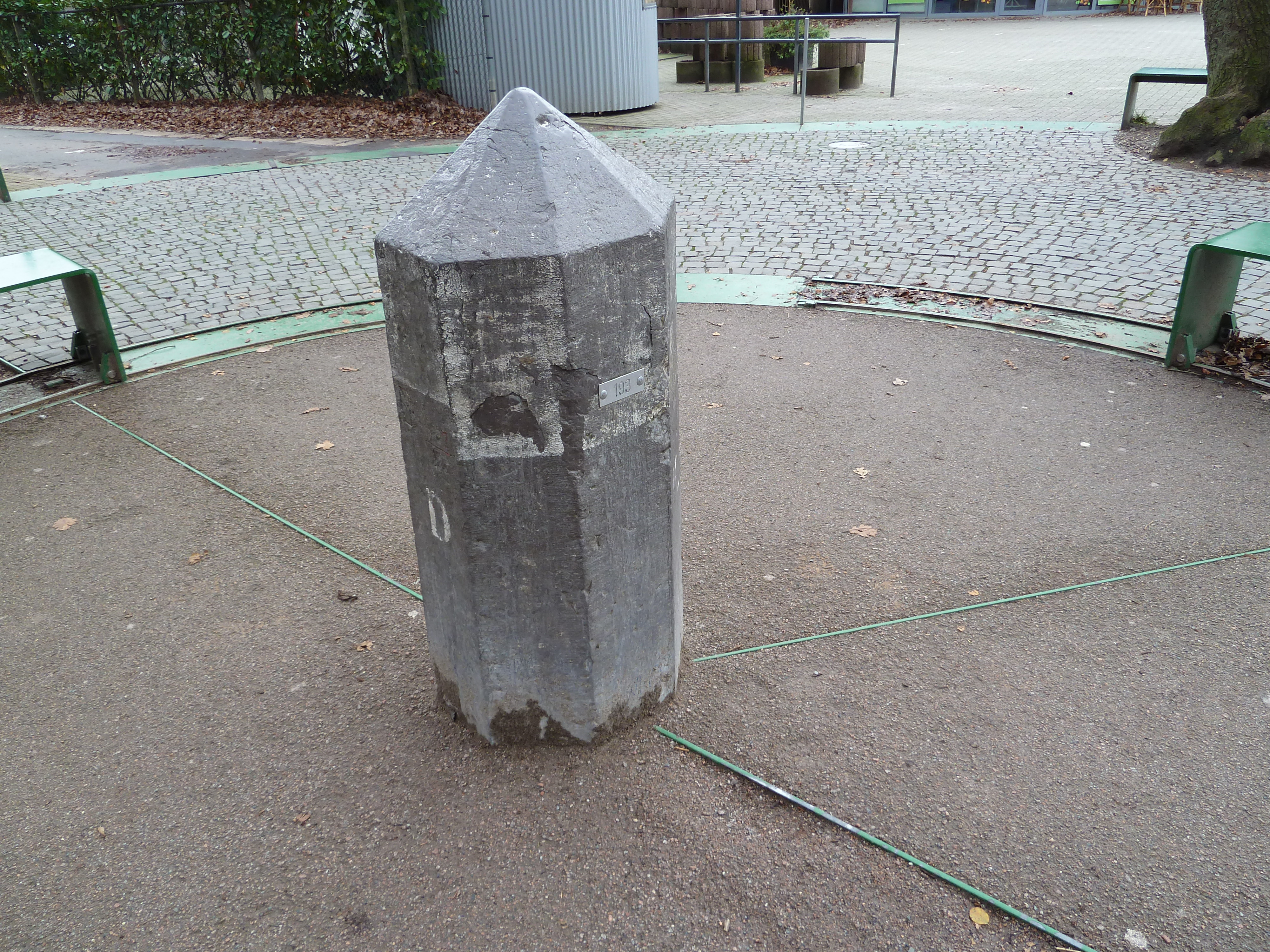
A határkő
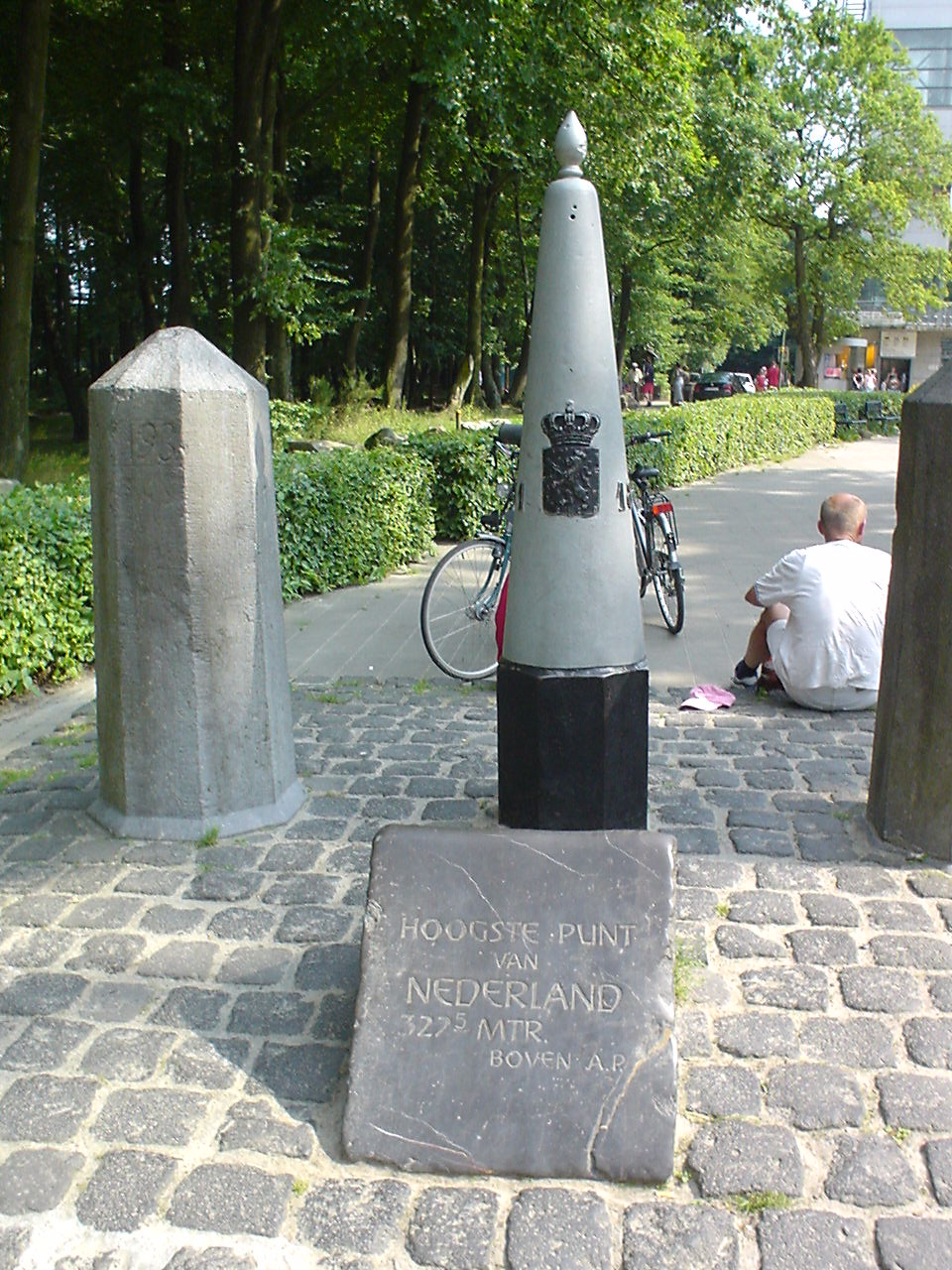
Hollandia legmagasabb pontja
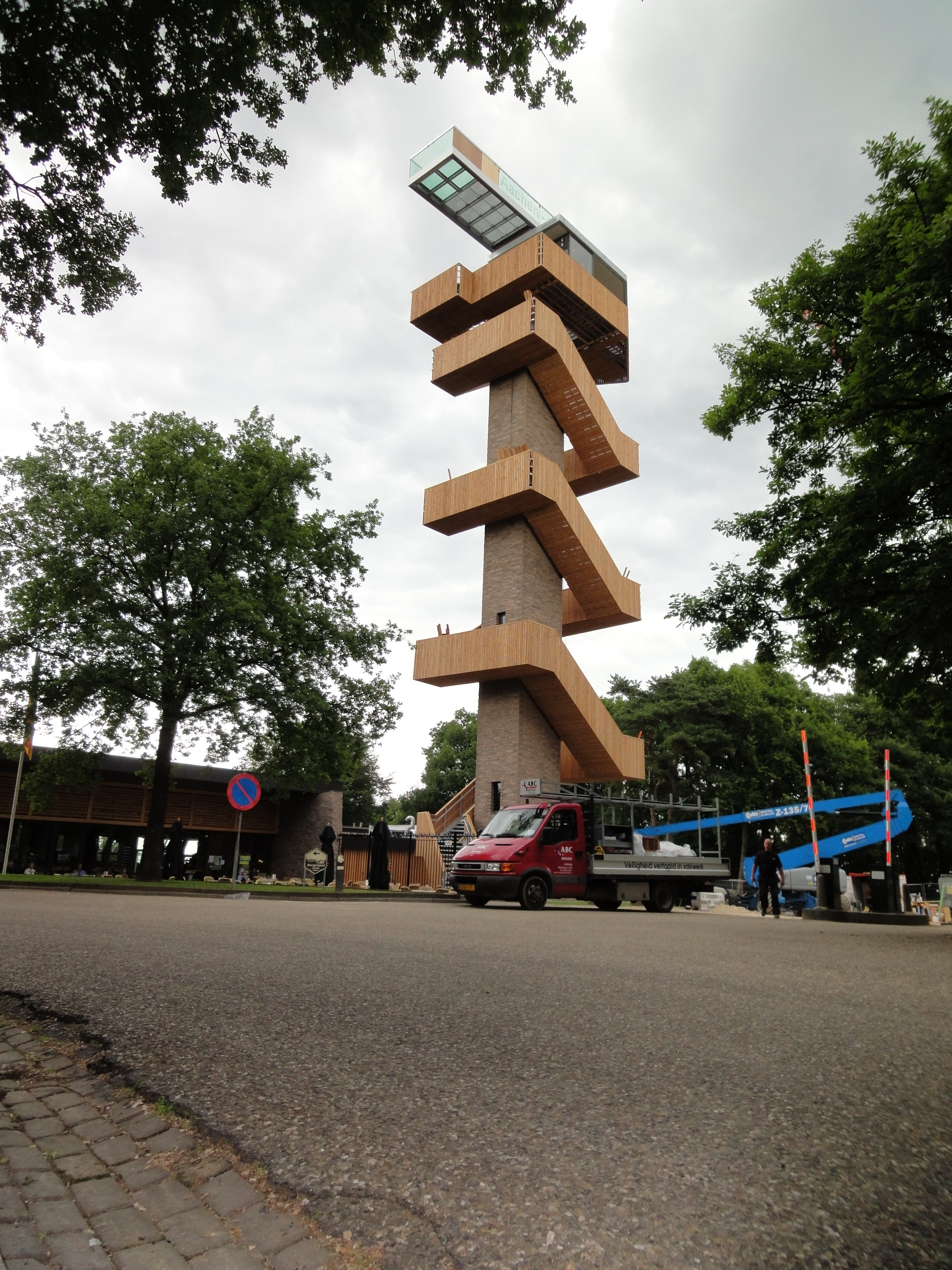
Az új Vilma-torony
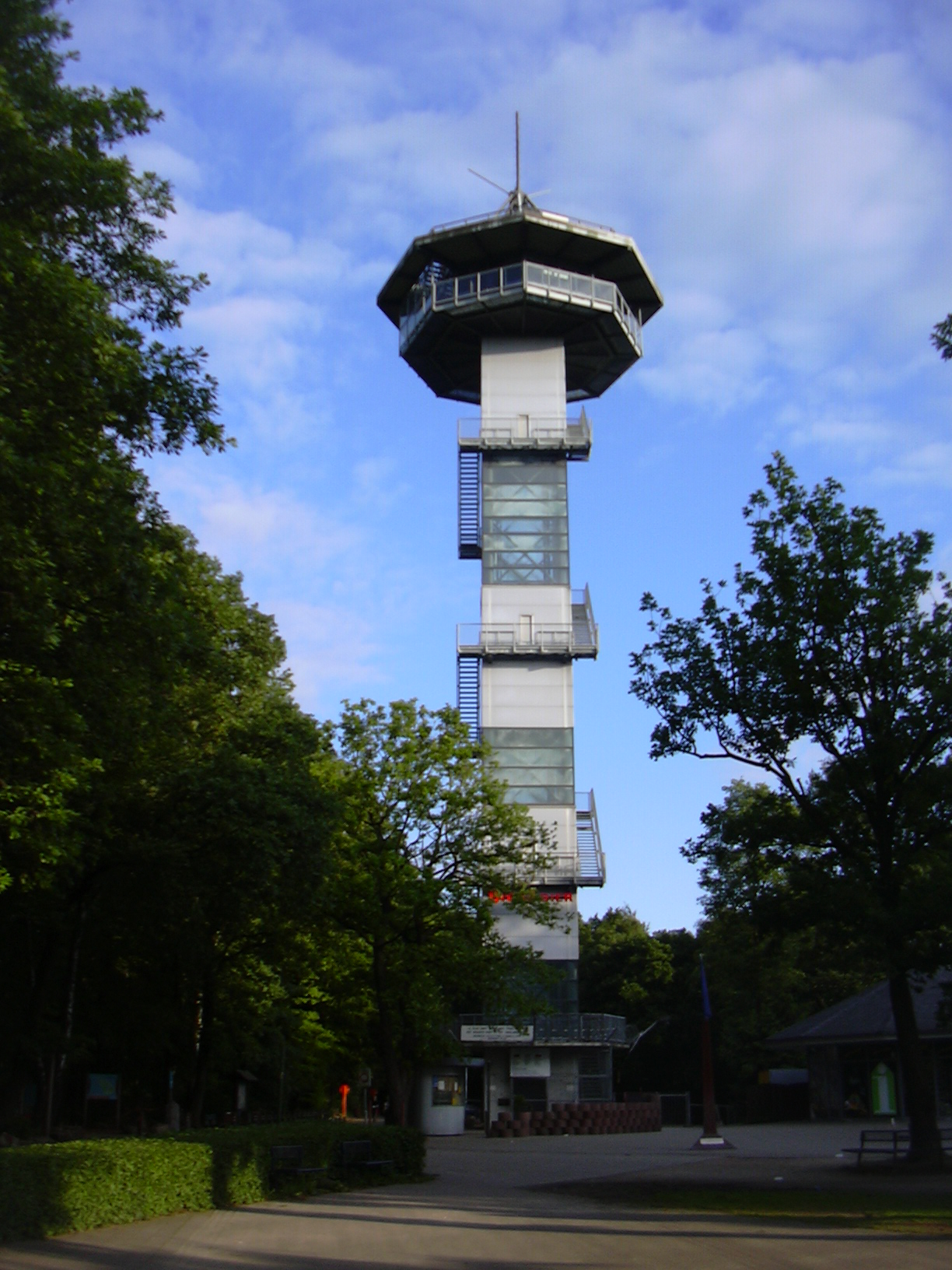
A Baldvin-torony